# Paatonemheb (général d'Akhenaton)
Paatonemheb est un général d'Akhenaton (XVIIIe dynastie). 

## Carrière
Il portait les titres de « scribe royal », « général du Maître des Deux-Terres » et celui d'« intendant royal ».
Commandant de la garde personnelle du roi, il était le général en chef de l'armée. 
Certains auteurs considèrent qu'il ne forme qu'un avec le futur général de Toutânkhamon, Horemheb, notamment en raison d'une part de la comparaison de leurs noms tous deux théophores, qu'il aurait fait changer à la suite de la restauration des anciens cultes et l'abandon définitif d'Akhetaton, et d'autre part de la comparaison de leurs titres qui présentent des analogies. Ce nouveau général Horemheb finira par monter sur le trône. 
À Akhetaton, il pourrait avoir succédé à deux autres généraux du roi. L'un semble être tombé en disgrâce et le second disparaît après avoir été envoyé par Akhenaton pour remettre de l'ordre dans les possessions égyptiennes en Palestine après l'an 8 du règne du roi, ce qui aurait favorisé l'ascension de Paatenemheb.
D'autres historiens et égyptologues voient deux personnages distincts sans liens de parenté particuliers. 
Dans ce dernier cas, après l'aventure amarnienne, Paatenemheb pourrait avoir supporté le parti d'Horemheb le futur pharaon. Ce dernier l'en aurait remercié en lui donnant la charge de grand prêtre de Rê, occasion d'un nouveau changement de nom, le dignitaire se faisant désormais appeler Prêemheb. 
Quoi qu'il en soit il disparaît lui aussi avec la fin du règne du roi et l'abandon d'Akhetaton. Bien qu'il existe un autre Paatonemheb, enterré à Saqqarah, la nature de leurs titres en font deux dignitaires de rangs différents et la différence de moyens dont disposent les deux personnages pour l'édification de leur sépulture semble interdire toute identification entre eux.

## Sépulture
Paatonemheb se fait aménager une tombe dans la falaise orientale d'Akhetaton, la capitale d'Akhenaton et de Néfertiti. 
Cette sépulture conçue sur des dimensions assez vastes est restée inachevée, ce qui corrobore l'impression d'une ascension tardive pendant le règne du roi.